# Стафоло
Ста̀фоло (на италиански: Staffolo) е село и община в Централна Италия, провинция Анкона, регион Марке. Разположено е на 442 m надморска височина. Населението на общината е 2372 души (към 2010 г.).